# Локомотиви БДЖ серия 77.000
Локомотивите са строени и доставени от румънския завод „23 август“ (сега „FAUR“) – Bucureşti по технически условия на БДЖ. Преследвана е максимална взаимозаменяемост на агрегати, възли и части с машините серия 76.000, строени в същия завод. Основните разлики с тях са:
- променено преводно отношение на редукторите, с което е намалена максималната скорост за сметка на теглителната сила;
- увеличен е броят на радиаторите за охлаждане на двигателя (недостатък при серия 76.000);
- изменен е начинът на куплиране на двигателя с хидросъединителя;
- подобрени са много параметри на двигателя (начин на управление, повишен моторесурс и др.);
- повече удобства в кабините за управление, разположението на контролните уреди и др.

Всички локомотиви серия 77.000 са зачислени в депо Септември. Така се задоволяват напълно нуждите от теснолинейни локомотиви при тогавашния обем на превозите. След началото на 90-те години настъпва драстичен спад на превозната работа. Тогава почти половината локомотивен парк остава в бездействие. Известен изход от това положение се намира през 1996 г. с продажбата на 5 локомотива от серията. На 20 март 1996 г. са натоварени на вагони нормално междурелсие и превозени до пристанище Бургас и натоварени на кораб, с който са пренесени в Аржентина. Там те са закупени за обслужване на теснолинейна жп линия между каменовъглените мини в селището Рио Турбио и пристанището Рио Галегос с дължина около 200 км. в областта Санта Крус в Патагония. Към декември 2021 г., от останалите 5 локомотива са бракувани 3, другите 2 подлежат на капитален ремонт и модернизация в локомотивно-ремонтния завод на „Експрес сервиз“ в гр. Русе.

## Експлоатационни и фабрични данни за локомотивите[1]
| В експлоатация                           |
| Спрян от експлоатация; бракуван; нарязан |
| В ремонт (ГПР; ПР)                       |
| Продаден                                 |

| Експлоатационен номер | Експлоатационен номер | фабр. №/година | Бележки                                                                         |
| доставен с №          | от 2012 г.            | фабр. №/година | Бележки                                                                         |
| --------------------- | --------------------- | -------------- | ------------------------------------------------------------------------------- |
| 77 001.6              | –                     | 25325/1988     | Продаден в Аржентина 1996 г.                                                    |
| 77 002.4              | 92 52 0677 002-4      | 25326/1988     | Модернизиран в „Експрес сервиз“ - Русе (2022 г.). Преномериран 92 52 2077 102-4 |
| 77 003.2              | –                     | 25327/1988     | Продаден в Аржентина 1996 г.                                                    |
| 77 004.0              | –                     | 25328/1988     | Продаден в Аржентина 1996 г.                                                    |
| 77 005.7              |                       | 25329/1988     |                                                                                 |
| 77 006.5              | –                     | 25330/1988     | Бракуван 2004 г.                                                                |
| 77 007.3              | –                     | 25331/1988     | Продаден в Аржентина 1996 г.                                                    |
| 77 008.1              |                       | 25332/1988     |                                                                                 |
| 77 009.9              | 92 52 0677 009-9      | 25333/1988     | Модернизиран в „Експрес сервиз“ - Русе (2023 г.). Преномериран 92 52 2077 109-9 |
| 77 010.7              | –                     | 25334/1988     | Продаден в Аржентина 1996 г.                                                    |